# Polyclysta
Polyclysta là một chi bướm đêm thuộc họ Geometridae.